# Tr201
Tr201 – polskie oznaczenie parowozu towarowego amerykańskiej serii S160 nadane parowozom, które zostały przekazane Polsce w ramach pomocy amerykańskiej UNRRA lub przejęte od Niemiec.
Lokomotywy S160, które zostały przekazane Polskim Kolejom Państwowym (PKP) przez USATC, otrzymały oznaczenia Tr203, mimo iż były to parowozy tego samego typu, co Tr201.

## Historia

### Amerykańska pomoc dla polskiego kolejnictwa po I wojnie światowej
Jeszcze przed II wojną światową Stany Zjednoczone pomagały polskim kolejom. Wówczas Amerykanie nie tylko pomagali w transporcie lokomotyw do odradzającej się Polski, ale również sprzedali lokomotywy Tr20 po zaniżonych cenach, dodatkowo przyjmując płatność w węglu kamiennym.

### Lokomotywy S160 w służbie amerykańskiej armii
Parowozy serii S160 były budowane podczas II wojny światowej na potrzeby Armii Amerykańskiej walczącej w Europie. Ze względu na to, iż parowozy zaprojektowano według norm europejskich, były w USA całkowicie nieprzydatne. Pierwsze transporty S160 do Europy nastąpiły w 1943. Początkowo lokomotywy były przywożone statkami do Wielkiej Brytanii; po zakończeniu wojny zostały przekazane kolejom europejskim w ramach pomocy UNRRA. Kolejna grupa lokomotyw została przywieziona do Francji w czerwcu 1944.
75 lokomotyw S160 zostało przekazanych Polsce w ramach pomocy UNRRA lub przejętych od kolei niemieckich, które je zdobyły podczas wojny. Lokomotywy te otrzymały oznaczenie Tr201. Wśród nich były 34 lokomotywy produkcji Lima, 26 – ALCO i 15 – Baldwin, a zostały one dostarczone między styczniem 1946 a lutym 1947. W czerwcu 1945 PKP dysponowało 3146 parowozami (wśród nich nie było jeszcze Tr201), z czego aż 48% było w różnym stopniu uszkodzone. Umowa pomiędzy ZSRR a Polską spowodowała poprawę sytuacji, jednakże strona radziecka wymusiła obsługę tranzytu pomiędzy ZSRR a Radziecką Strefą Okupacyjną w Niemczech. W grudniu 1945 PKP dysponowało 5425 parowozami, z czego 53,9% było w różnym stopniu uszkodzone. W tej sytuacji, lokomotywy amerykańskie stanowiły zauważalne wzmocnienie możliwości przewozowych polskich kolei.
Kolejna grupa licząca 500 sztuk lokomotyw amerykańskiej serii S160 została zakupiona przez Polskę z zapasów demobilizacyjnych USATC (Korpusu Transportu Armii USA). Mimo iż były to lokomotywy tego samego typu, nadano im oznaczenie Tr203. Część lokomotyw ze względu na uszkodzenia została skanibalizowana, w celu ratowania pozostałych. Proces ten był stosowany zarówno podczas powojennych remontów, jak i szybkich napraw podczas wojennej obsługi.

### Służba w DR podczas wojny
Przynajmniej jedna lokomotywa S160 została zdobyta podczas II wojny światowej przez wojsko niemieckie i przejęta przez Deutsche Reichsbahn. Lokomotywa ta otrzymała oznaczenie 56 3537. Po zdobyciu jej przez wojsko polskie, została przejęta przez PKP i otrzymała oznaczenie Tr201-06.

### Służba w PKP
Parowozy Tr201 przychodziły do służby często w stanie uszkodzonym. Dodatkowo brak należytej obsługi podczas wojny powodował, że parowozy, mimo iż prawie nowe, były dość mocno wyeksploatowane. Brak testów i krótki czas realizacji zamówienia spowodował, że bardzo szybko zaczęły ujawniać się wady fabryczne, między innymi nieszczelności szwów. W przeciwieństwie do lokomotyw dostarczonych w 1946, w większości były to jednak lokomotywy jeżdżące o własnych siłach. Parowozy Tr201 zostały przydzielone do dyrekcji warszawskiej, krakowskiej, lubelskiej i katowickiej. W 1948 wszystkie parowozy serii Tr201, oprócz Tr201-06 (która należała do DOKP Katowice), zostały przydzielone do dyrekcji lubelskiej (parowozownie Lublin, Dęblin, Skarżysko, Kielce, Radom i Chełm). Mimo iż lokomotywy Tr201/203 to ciężkie lokomotywy towarowe, ze względu na brak sprawnych maszyn o lepszych specyfikacjach zostały przeznaczone do ruchu osobowego i pospiesznego i zaczęły obsługiwać pociągi pasażerskie oraz osobowo-towarowe.
Już w 1949 została skreślona z inwentarza pierwsza lokomotywa tej serii, Tr201-20. Następna – Tr201-2 w 1952. Kolejne dwie: 25 i 27 zostały skreślone w 1954. Przyczyną tak szybkiej kasacji tych lokomotyw były wypadki.
Decyzją Centralnego Zarządu Trakcji w marcu 1956 obniżono dopuszczalne ciśnienie w kotle z 15,8 do 13 at. W maju 1956 ta sama instytucja ustaliła, że parowozy serii Tr201/203 muszą przechodzić nie naprawy rewizyjne co 3 lata, ale coroczny przegląd zewnętrzny, a co 2 lata również wewnętrzny (co de facto oznaczało coroczny przegląd ogólny i pełną naprawę rewizyjną co dwa lata). Już w latach 50. XX wieku debatowano również nad wycofaniem tej serii ze służby, jednakże braki w taborze i ciężka sytuacja po II wojnie światowej spowodowały, iż lokomotywy te, pomimo ich słabego stanu technicznego, musiały pozostać w służbie. W styczniu 1959, ze względu na przeciążenie zakładów naprawczych taboru kolejowego zdecydowano, iż lokomotywy serii Tr201/203 mogą być dopuszczane na 2,5 roku, gdyż zmniejszenie dopuszczalnego ciśnienia powoduje zmniejszenie uszkodzeń eksploatacyjnych tych maszyn. Obniżenie ciśnienia spowodowało z kolei obniżenie właściwości trakcyjnych. Z tego powodu władze PKP chciały zniesienia tego ograniczenia. Warunkowo w kotłach niebudzących zastrzeżeń technicznych zezwolono na podniesienie ciśnienia do 15 at.
W latach 1965–1966 trzy Tr201 zaczęły pracę w przemyśle jako lokomotywy przemysłowe. Plany PKP z 1960 zakładały wycofanie lokomotyw serii Tr201/203 do 1969; przy czym maksymalny wiek lokomotyw tej serii miał wynieść 24 lata. Brak wdrożenia do produkcji lokomotyw LKa450 (brak oznaczenia PKP) spowodował, że plany rezygnacji z tej serii trzeba było jeszcze odłożyć.
W latach 70. XX wieku z powodu zastępowania trakcji parowej trakcją spalinową i elektryczną, PKP zaczęła złomować parowozy. Jako pierwsze zezłomowano najstarsze oraz najbardziej zużyte maszyny. Parowozy Tr201 były złomowane w latach 1972–1978. Trzynaście sztuk zaczęło pracę w przemyśle jako kotły stałe (z czego dziesięć w budowanej Elektrowni Połaniec). Lokomotywa Tr201-51 trafiła do Muzeum Kolejnictwa w Warszawie. Pozostałe zostały pocięte na złom.

### Służba w przemyśle
- Tr201-47 i 63 zostały przekazane w 1965 Kopalni Siarki w Machowie (obecnie dzielnica Tarnobrzega)[6]
- Tr201-27, skreślona z inwentarza PKP już w 1954, w 1966 zaczęła pracę w Fabryce Celulozy Klucze[6]
- Tr201-58 rozpoczęła służbę w 1973 jako kocioł stały w Kombinacie Budownictwa Miejskiego Warszawa Śródmieście[6]
- Tr201-55 zaczęła pracować od 1974 jako kocioł stały w Zakładzie Inwestycji Przemysłowych w Łodzi[6]
- Dziesięć lokomotyw Tr201 (1, 9, 28, 36, 38, 43, 50, 53, 64 i 69) zostało przekazanych w latach 1975–1977 Elektrowni Połaniec (wówczas w budowie), gdzie pracowały jako kotły stałe[6]
- Tr201-22 została przekazana w 1977 do pracy w Zakładach Przemysłu Betonowego nr 2 w Lubartowie jako kocioł stały[6]

### Uwagi ogólne

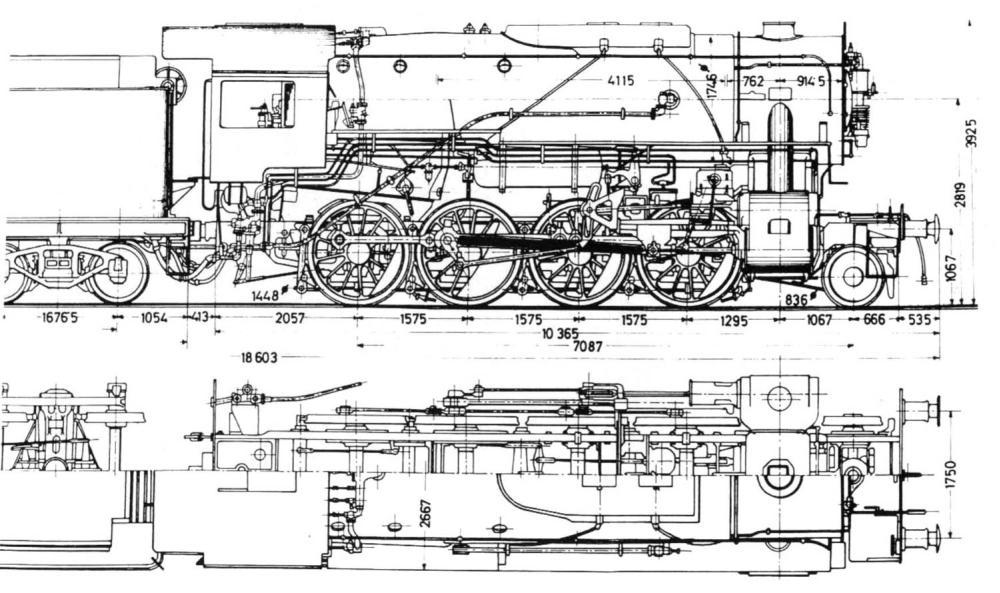
Rysunek konstrukcyjny Tr201

### Elementy polonizacji

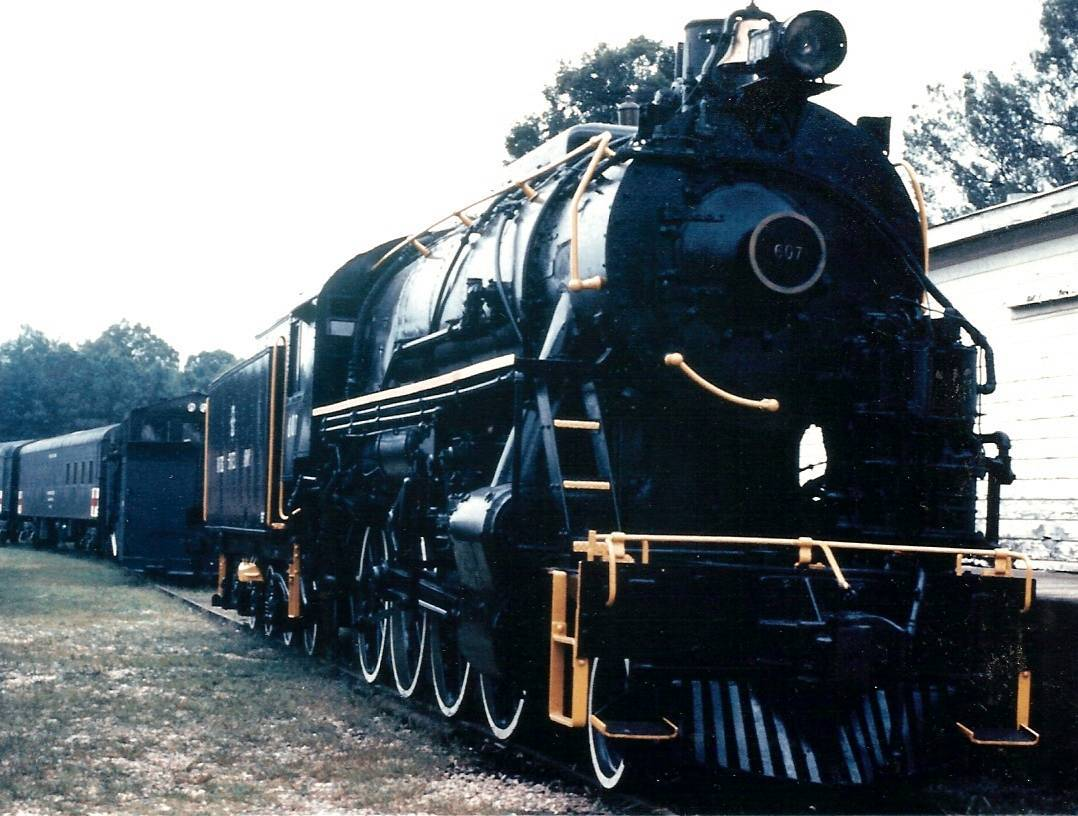
Oryginalna S160

## Konstrukcja